# Біблія Вуєка

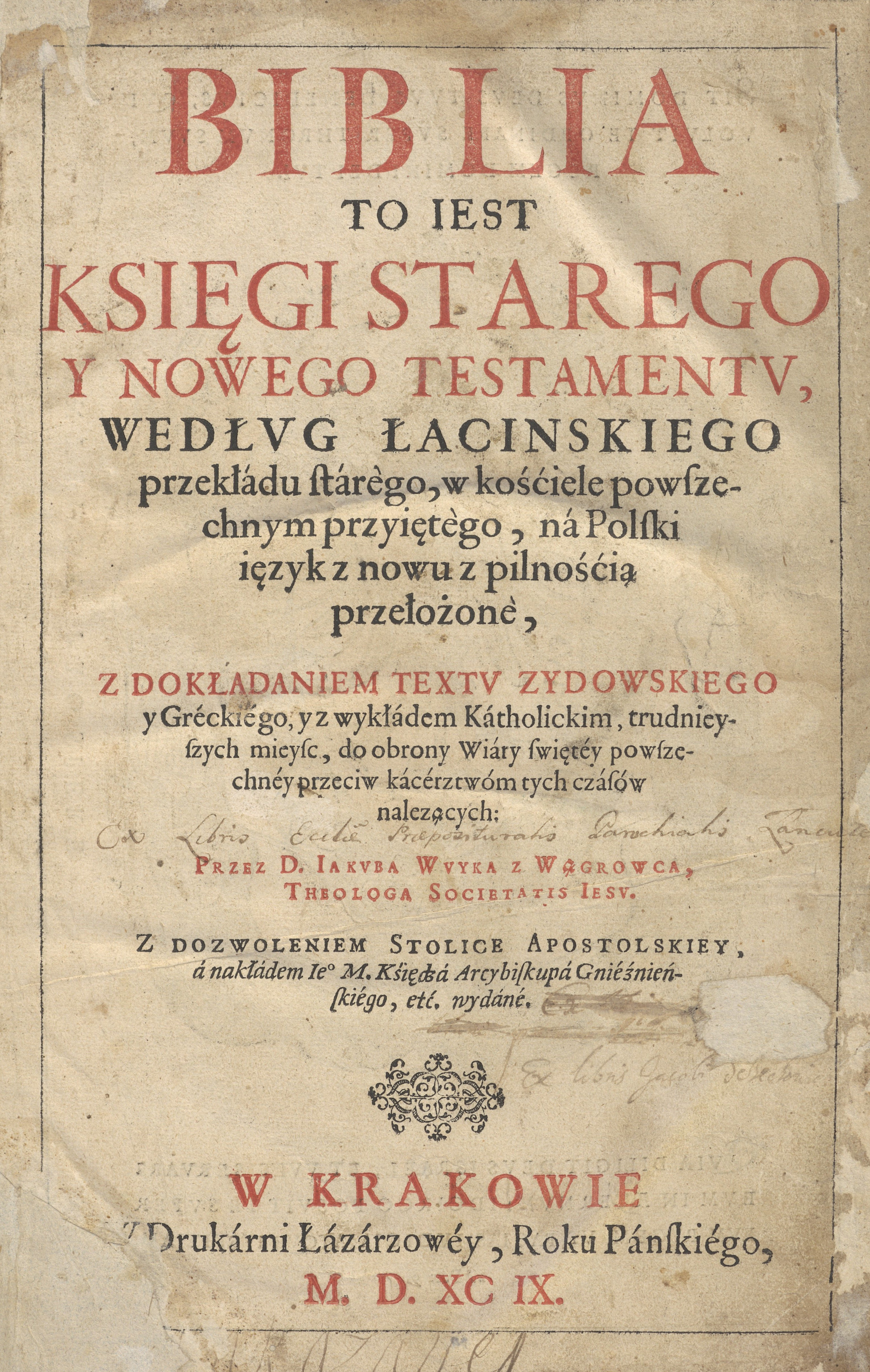
Титульна сторінка Біблії Вуєка

Біблія Вуєка (пол. Biblia Jakuba Wujka) - другий друкований католицький переклад на польську мову 1599 Біблії єзуїта Якуба Вуєка. Переклад тривав впродовж 1584-1595.

## Історія
Переклад здійснено з латинського офіційного видання Вульґати на замовлення влади за згодою Григорія XIII. Вуєк опирався на два видання Вульґати (1583, 1592). Через нове затверджене видання 1592 Вульгати була створена комісія для перевірки перекладу Вуєка, яка здійснила доволі значні правки. Через це видання здійснили через 2 роки після його смерті і зберегло його ім'я. Біблія замінила Біблію Леополіти і стала основним польськомовним перекладом до перекладу з оригіналу 1965.

### Видання
- 1593 - Новий Заповіт
- 1594 - Новий Заповіт з виправленнями
- 1599 - Повне видання
- 1816 - перевидання Біблійного Товариства
- 1962 - перевидання з виправленнями о. Володислава Лона
- 1999 - перевидання з транслітерацією і вступом о. Й. Франковського